# モスラ2 海底の大決戦
『モスラ2 海底の大決戦』（モスラ ツー かいていのだいけっせん）は、1997年（平成9年）12月13日に公開された日本映画で、平成モスラシリーズの第2作。製作は東宝映画。配給は東宝。カラー、ビスタビジョン、ドルビーステレオ。

## 概要
1996年公開の『モスラ』の続編で、平成モスラシリーズの第2作。従来のモスラの特徴である幼虫から成虫への成長は前作で描写したことから、本作品ではダガーラに苦戦するモスラがレインボーモスラ、水中モード・モスラ（アクアモスラ）へと変身する。前作の北海道に対し、本作品では沖縄を舞台としている。
前作で助監督を務めた三好邦夫の初監督作品であり、のちに演技派女優となる満島ひかりにとっては映画初出演作だった。
前作同様環境問題をテーマとしつつ、子供たちのジュブナイル冒険譚としての側面も強調されている。脚本の末谷真澄は水辺を舞台とする作品を多く手がけており、本作品も海が物語の中心となっている。
1954年公開の『ゴジラ』以来、東宝特撮映画に携わってきた田中友幸が本作品公開と同年に死去し、この作品が遺作となった。また、川北紘一が東宝映画作品で特技監督を務めた最後の作品である。

## ストーリー
インファント島の花畑にてすごすモルとロラのエリアス姉妹は、飛び回るモスラを見守っているうちに不吉な異変を感じとる。海底では黒い影がうごめいていた。沖縄の海に現れたオニヒトデを思わせる奇怪な生物ベーレムが毒液で漁師を負傷させ、瞬く間に日本全域に広がる。
石垣島で密漁をしていた小谷幹夫と長瀬淳一のボートに毛玉のような小生物が飛び込み、その尾の装飾リングから宝があることを悟った2人は捕獲しようと躍起になる。島の少女・浦内汐里は、森の中でその小生物ゴーゴと出会うが、ゴーゴを狙う黒い妖精ベルベラに襲われ、居合わせたクラスメイトの宮城洋二と渡久地航平と逃げ惑う。地球の危機を察知して石垣島へ来ていたエリアス姉妹に助けられゴーゴを守った3人は、ゴーゴが伝説のニライ・カナイに眠る秘宝の守り手であることを聞かされる。さらに、フェアリーを介してエリアス姉妹に伝えられたゴーゴからのメッセージによると、海の異変はニライカナイの滅亡の一因となった怪獣ダガーラの復活の前兆であり、ゴーゴは秘宝の力でダガーラを倒すために力を貸してくれる人間を探しに来ていた。一方、ベルベラと小谷たちを脅して手を組んで海へ出る。
ゴーゴの手引きでニライ・カナイの遺跡であるピラミッドが海底から浮上した。だが、宝捜しをしているころ、石垣島にダガーラが上陸し暴れ出したため、エリアス姉妹はモスラを召喚して戦いを挑む。ダガーラとモスラは石垣島から西表島にかけて空中戦、遺跡のピラミッド付近で海中戦を繰り広げる。モスラは、海での戦いを得意とするダガーラに海に引きずり込まれ、無数のベーレムを取り付かせられ、戦闘不能に陥る。エリアスは必死にモスラに取り付いたベーレムを剥がそうと試みるが、多数であるためきりがない。モスラは絶体絶命のピンチに陥り、宝の発見は急務となる。
汐里たちはベルベラや小谷たちの妨害を受けながらも遺跡の中のトラップをくぐり抜け、たどり着いたホールでニライ・カナイの王女ユナの立体映像からなぜ秘宝を求めるのか問われる。ダガーラから地球を守るためと訴えるエリアス姉妹に対し、ベルベラは人間こそが地球を滅亡にもたらすと主張するが、姉妹は子供たち希望だと反論する。ユナはニライ・カナイ滅亡の歴史を語るとともに自身も人間の勇気や優しさを信じたといい、ゴーゴこそが心を持った秘宝であることを明かす。
だが、その間にもダガーラは最終形態へ変化しピラミッドを襲撃してくる。汐里たちと改心した小谷たちは協力しながら崩壊するピラミッドからの脱出を目指し、モスラはゴーゴの「命の水」の力により、取り付いたベーレムは取り払われ、さらにレインボーモスラとなってパワーアップ、ダガーラと再戦する。さっきまでの状況とは一変し、今度はモスラが優位に立つ。ダガーラが再び海中に潜った時、モスラは水中モードに変身し、戦いの舞台は海底に移る。ダガーラの攻撃をバリアーでガードし、強力な攻撃を与えるモスラ。さらに分身モードとなり、ダガーラの体内から、ベーレムを倒しながら攻撃する。遂にダガーラは倒れ、その後、ピラミッドと共に消滅。モスラも海から出てきた後、元の姿のレインボーモスラに戻り、インファント島に帰還する。ピラミッドを脱出した汐里たちに、モルはモスラの翼にゴーゴが宿っていることを告げ、ゴーゴが汐里に残したひと粒の真珠が子供たちに託された未来の地球に重なる。

## 登場キャラクター
モスラ

フェアリー

ダガーラ

エリアス

### ゴーゴ
1万5千年前に太平洋の海底に沈んだ伝説の古代国家ニライ・カナイの秘宝のありかを知る人工生物。外観はハンドボール大の毛玉風の小動物で尾に黄金のリングをはめている。体内に宿した地球に生命をもたらした水と同質の瀕死の重傷をも完治させる治癒能力を秘めた奇跡の水ホープフル・ウォーターを体から出す能力がある。浦内汐里を秘宝を託す者として選び、共に行動する。
その正体はニライ・カナイが滅亡間際に同国の技術で創造された心を持つ水の精であり、聖水は地球に生命をもたらした「奇跡の水」である（つまり、ゴーゴ自身がその生きた秘宝だった）。ゴーゴは自らを奇跡の水に変え、汚染された海水を浄化し、モスラを「レインボーモスラ」へ強化する。
制作
製作の富山省吾は、アニメ作品でみられる少女と行動をともにするキャラクターを意識した旨を語っている。監督の三好邦夫も、ゴーゴの造型やキャラクターが漫画的であったため、おもしろおかしく撮ることを意識したという。
デザインは安蒜保子が担当。ただし、安蒜は絵で描いたもののピンとこなかったため、立体をボアで作って、実際にそれに触角や目、尻尾などをくっつけて形を決めていったという。足がないものも描かれていたが、汐里に掴まっているという描写があるため足が設けられた。触角は、感情表現させることを意図しており、最初は不評であったため次に触角のないデザインとしたところ、最終的に触角があった方が良いという結論になった。脚本ではサッカーボールぐらいの大きさとされていたが、子役とのバランスの兼ね合いからハンドボール大となった。
造型はアップ・アートが担当。造形物は、全体がラジコンで動くものが1体、表情のみが動く2体、メカの入っていない4体が制作されたが、それだけでは現場は足りなかったという。表面の毛にはボアを用いているが、1本1本植毛していたため毛づくろいすると毛が抜けていってしまったという。撮影では支持棒を用いたり、ピアノ線で吊ったり、ブルーバックによる合成、実際に投げて転がしたりしたといい、三好は「一番現場で手がかかった」という。

### ベーレム
ニライ・カナイ文明で生み出された怪獣ダガーラが体内の発生器官で生成した結晶体の小生物。外見はオニヒトデに酷似。汚染物質を吸収したダガーラの肩の器官から大量に吐き出され、ダガーラが活動停止しない限り、無限にベーレムが排出される。体内に取りこんで凝縮した強酸性の毒液を帯びた汚染物質ウレコット・エッカクスを無数の突起物に覆われた開口部の内側に隠された腺から吐きつけ、漁師の顔面を負傷させたりする。数千万体の群れで赤潮のように分裂・増殖して、石垣島から下田付近まで海洋汚染を広げる。
- アニメ映画『GODZILLA』の小説版『GODZILLA 怪獣黙示録』にも登場。ダガーラが体内に抱え込む未知の細菌感染症で、海を真っ赤に染めながら広がり、感染者は体中から赤い泡を吹いて生きながら溶けていく[45]。

制作
脚本を担当した末谷真澄は、海を汚す存在という設定から、サンゴを食べるオニヒトデをイメージして創作した。当初は毒のある触手が開口部から出てくるという想定であったが、造型で再現するのが難しいため毒液を吐くという設定に改められた。
デザインは吉田穣が担当。
造型はモンスターズが担当。造形物は、開口ギミック内蔵の50センチメートル大、ギニョールタイプの30センチメートル大のほか、複数種類のサイズが約90個制作された。大プールでは発泡スチロール製のミニチュアが用いられたが掃除が大変であり、撮影後半では使用されなくなった。また、三好によれば、石垣島で実際に海へ入れるとヒトデにしか見えなかったという。

### ガルガルII
前作で大破したガルガルの残骸をベルベラが修理・改造した強化型。以前よりも機械的な外観となっている。ずる賢い性格も気まぐれになっており、乱暴なベルベラの乗り方に反抗的な態度を時々取る。
武器は口から放つシュビビン・ビームと翼からのビームを同時に放つ紫色の光線ドガバンビーム。
- デザインは吉田穣が担当[40]。
- 造形物は、前作のものを改造している[42][57]。翼は新規造形[57]。改修はペズが担当[42][57]。

## キャスト
- モル[出典 30]：小林恵
- ロラ[出典 31]：山口紗弥加
- ユナ[出典 32]：野波麻帆
ニライカナイの最後の王女[64][33]。17歳[64]。故人ではあるが、ニライカナイの遺跡であるピラミッドから投影される立体映像で、まるで生きているかのような会話が可能[33]。「ゴーゴが汐里を宝の主として選んだ」ことをピラミッドのトラップを潜り抜けた者たちに伝えた[33]。
- 浦内汐里[出典 33]：満島ひかり
本作品での人間側の主人公。沖縄に住む石垣南小学校5年生の少女で[66]、ゴーゴの最初の発見者。11歳[64]。
- 宮城洋二[出典 34][注釈 9]：島田正直
沖縄に住む石垣南小学校5年生の少年[67]。汐里をいじめていたが、ベルベラからゴーゴを助けたことで汐里と行動を共にする。高所恐怖症。11歳[64]。
- 渡久地航平[出典 35][注釈 9]：大竹雅樹
沖縄に住む石垣南小学校5年生の少年。眼鏡をかけている。洋二と共に汐里をいじめていたが、ベルベラからゴーゴを助けたことで汐里と行動を共にする。11歳[64]。
- 小谷幹夫[出典 36]：奥野敦士
沖縄に住む漁師[68]。ベルベラに脅迫される。強欲だが、根は良心的。29歳[64]。
- 長瀬淳一[出典 37]：岡山はじめ
沖縄に住む漁師[69]。小谷と共にベルベラに脅迫される。小谷ほど欲はなく、慎重。29歳[64]。
- 毒液をあびる漁師[9]（漁師A[19]）：野口雅弘
- 漁師[58]：根本和史
- 石垣島の警官[出典 38]：酒井健太郎
- 浦内敏子[出典 39]：紺野美沙子
汐里の母親[64][71]。美人で近所の漁師にも好かれている。34歳[64]。
- 糸満達三[出典 40][注釈 10]：佐藤正宏
石垣南小学校の体育教師[64][72]。洋二と航平の悪戯によく大目玉を喰らわせており、陰で「毛ダコ」と呼ばれる[64]。30歳[64]。
- 木村昭子[出典 41]：細川ふみえ
石垣南小学校の教師[64][73]。洋二と航平の悪戯に手を焼いている。23歳[64]。
- ベルベラ[出典 42]：羽野晶紀

## スタッフ

### 本編
- 企画・原案：田中友幸
- 製作：富山省吾
- プロデューサー：北山裕章
- 脚本：末谷真澄
- 音楽：渡辺俊幸
- 主題歌「NOW AND FOREVER」
  - 作詞 - 小林和子 / 作曲・編曲 - 小森田実 / 歌 - Folder[注釈 11]
- 挿入歌「モスラの歌」
  - 作詞 - 田中友幸、関沢新一、本多猪四郎 / 作曲 - 古関裕而 / 編曲 - 渡辺俊幸 / 歌 - 小林恵、山口紗弥加
- オーケストレーション：沢田完
- 撮影：関口芳則
- 特技撮影：山口秀幸
- 美術：清水剛
- 録音：池田昇
- 照明：大澤暉男
- 特技照明：斉藤薫
- 操演：鳴海聡
- 編集：米田美保
- チーフ助監督：手塚昌明
- 製作担当者：前田光治
- アソシエイトプロデューサー：鈴木律子
- 特殊機械：三輪野勇、宮川光男
- 音楽プロデューサー：北原京子
- 音楽ミキサー：大野映彦
- 音響効果：柴崎憲治、三谷直樹（アルカブース）
- モル、ロラ、ベルベラ、ユナ衣装デザイン：本谷智子
- スチール：工藤勝彦
- 録音スタジオ：東宝サウンドスタジオ
- サントラ盤：ポリグラム
- 音楽制作：東宝ミュージック
- 衣装：東宝コスチューム
- 現像：東京現像所
- スタジオ：東宝スタジオ
- 制作協力：東宝映像美術
- 監督：三好邦夫

### 特殊技術
- 特技監督：川北紘一
- 特技撮影：江口憲一、大根田俊光
- 特技美術：大澤哲三
- 特技照明：蝶谷幸士
- 操演：上松盛明
- 特殊効果：渡辺忠昭
- 造型：小林知己、若狭新一
- 特技編集：佐藤康雄、利光英樹
- 特技助監督：鈴木健二
- 製作担当者：小島太郎
- スチール：中尾孝
- デザインワークス：吉田穣、岡本英郎、西川伸司
- ダガーラ[66][24]：吉田瑞穂

### 特殊視覚効果
- プロデューサー：小野寺浩、大屋哲男、小川利弘
- CGプロデューサー：北条則明、原田睦弘、塩屋智知
- デジタルスーパーパイザー：前原茂晴、木下良仁、吉沢一久、市野晃、森澤克彦、杉木信章

### 協力
- 沖縄県
- 石垣市
- 竹富町
- 下田プリンスホテル

## 製作
特技監督の川北紘一によれば、前作の時点で2作目を製作することも決定しており、2年つなぐことが前提であった。
前作に引き続き脚本を担当した末谷真澄は、「水」をテーマとすることから当初は小笠原諸島を舞台にムー大陸に絡めた設定とすることを考えていた。しかし、小笠原へは本土から片道20時間近くかかることなどからロケが困難とされ、舞台を交通の便がよく当時話題性も高かった沖縄に改め、ムー大陸の設定もニライカナイ伝承に置き換えられた。末谷は、このほかに海ではなく長野県などのきれいな水が湧く場所を舞台とすることも検討していた。
監督の三好邦夫は、モスラ、子供たち、エリアスらを均等に立たせることは難しいと考え、メインにモスラを据えつつ、子供たちを物語の主体としエリアスらがそこへ絡む構成とした。三好は、子供たちと怪獣が一緒に映る画がほとんどなかったことを心残りの1つとして挙げている。
主要舞台となるピラミッドは、本編・特撮とも大規模な造形物が用意された。ピラミッドのデザインは、エジプトのピラミッドではなく中南米のピラミッドをモチーフとしている。また、当時注目されていた与那国島海底遺跡のイメージも取り入れている。
前作監督の米田興弘は、本作品について物語の作りがゴジラシリーズと同様の怪獣バトルになってしまっていたと評しており、次作『モスラ3 キングギドラ来襲』ではモスラ映画らしさを追求した作品作りを目指すこととなったが、一方でアンケート調査では怪獣バトルを要望する声が圧倒的に多かったとも証言している。
末谷は以前からエリアスに剣を持たせたいと考えており、脚本で剣で襲いかかるベルベラに対しモルとロラが鉛筆で立ち向かうというシーンを書いていたが、不採用に終わった。

### 配役
浦内汐里役の満島ひかりは、本作品の舞台である沖縄出身であることから抜擢された。三好は、沖縄アクターズスクールからデビュー予定のグループが東京に来ていた際に会う機会があり、その中でも色黒で眉の太い満島が沖縄の子供らしいとして起用した。三好は、満島が劇団所属の子役ではないことから無理な芝居やセリフ回しはさせず、周りの芝居を受けてリアクションをとることを重視し、普段のままの子供に見えるよう心がけていたという。
ユナ王女役の野波麻帆は、第4回東宝「シンデレラ」オーディションのグランプリであり、本作品で映画デビューした。三好は、野波は年齢よりも大人っぽい雰囲気であったといい、もう少し野波らしさが出たほうが良かったかもしれないと述懐している。

### 撮影
CGの描写は前作よりもさらに向上しており、カットの過半数にCG処理がなされている。一方で、製作時間がなかったため、前作のようなシミュレーション映像は作られていない。
ピラミッド内の谷に架かる橋が崩れるシーンは人物以外フルCGで表現された。そのほかにも、シーンによってはピラミッド内の壁や天井はCGで描いており、フェアリーやガルガルの動きにあわせて背景も動かすなど高度な表現にも挑戦している。制作途中からは、ワイヤー消し専門のソフトも導入された。一方、モスラに合わせてエリアスの衣裳やフェアリーの体色にも緑が取り入れられたため、合成にはデジタル向きのグリーンバックではなくブルーバックが用いられた。
ハイスピードカメラによる撮影も多用しており、撮影の関口芳則はハイスピード撮影の方がブルーバックでは抜きやすかったと述べている。炎の映像は、従来は特撮班が4倍速で撮影していたが、本作品では本編班がハリウッド映画と同等の15倍速で撮影している。当時、15倍速のカメラは日本に1台しかなく、1日しか借りられないものであった。
ピラミッド内部のセットは、東宝撮影所第8ステージ全域に組まれた。美術の清水剛は、内部は真空状態で何千年もの間密閉され、当時のまま残ったという感じを出そうとしたといい、鮮明な色彩感あふれるものとなった。実際には秘宝の間は全体の8分の1程度の幅しか作られておらず、天井や両サイドの壁はミニチュアを作って撮った画を合成しており、ピラミッドの崩壊などでもミニチュアが本編に用いられている。秘宝の間のスケール感を出すため、スタジオの入口から望遠カメラで撮影を行っている。高さ7メートル以上におよぶ秘宝の間の神像は、マヤ文明のものをモチーフとしており、また映画『ベン・ハー』のイメージも取り入れている。
ペンションの撮影はロケセットで行われた。
林のシーンでは、ロケ地の地面がデコボコであったため撮影用の移動車が使えず、カメラマンはカメラを背負いオートバイに乗って撮影している。火花を散らす木は、火薬を用いてブルーバックで撮影したものを合成で足している。
ボートのシーンは、実景では大人が操縦するもので撮影し、ブルーバックで撮影した子供たちが乗るものに合成で差し替えている。関口は、夏場の撮影であったためプールは水が濁っていて使えず、ブルーバックで水をかけるという非常識な撮影をしたと述懐している。神殿に突入するシーンは、ミニチュアをモーションコントロールカメラでコマ撮りした映像に、ボートと水を合成している。
ピラミッドから脱出する際に階段を駆け下りるシーンは、向ヶ丘遊園の階段で撮影した人物をミニチュアセットに合成しているが、ミニチュアの階段の幅では人物に対して大きすぎるため、階段部分のみロケ地に合わせて圧縮している。割れた海を駆け抜けるシーンも、大プール横の通路で撮影した人物を合成しているが、関口は俯瞰で小さかったためあまりありがたさがなかったと述べている。

### 特撮
本作品での特撮は、ピラミッドを中心にプールでの撮影が主軸となっている。またCGを多用しつつも、それだけに頼らずミニチュア特撮にも重点を置いている。
4月24日から29日にかけて、石垣島および西表島でのロケハンと実景撮影が行われた。
特撮班は、6月26日にクランクイン。同日から30日まで大プールで海用ダガーラを中心に撮影が行われた。モスラやダガーラによる水柱や水面の衝撃波は、ホースをくくりつけた台車をプールに沈め、圧縮した空気を放出することで表現している。プール横でダガーラが小学校を破壊するシーンの撮影も行われたが、あまりうまくいかず7月19日にリテイクが撮られた。
7月1日から2日には東宝スタジオ第7ステージにて、インファント島の祭壇のシーンが撮影された。祭壇のセットは前作のデザインを踏襲しており、黒い背景に煙を薄くこもらせている。
7月4日から7月14日にかけて第9ステージにて西表島セットの撮影が行われた。同セットは、深さ60センチメートルほどのセットプールの中に移動可能な山林のミニチュアが立てられており、カメラポジションに合わせて山林の位置を変えることで仲間川の蛇行する形状を再現している。セット内に滝を設置することはできなかったため、ピナイサーラの滝はロケでの画を合成している。モスラとダガーラによる水しぶきは、セットプール内に敷いたレールにエアホースを取りつけ、怪獣の動きに合わせてこれを引っ張るという方法で撮影されたが、タイミングがなかなか合わず、怪獣の飛行スピードを落として撮影することとなった。
7月15日から8月14日にかけては、大プールにてピラミッドのミニチュアを用いた撮影が行われた。ピラミッドのミニチュアは、東宝撮影所の大プールに12メートル四方、高さ4メートルのミニチュアが作られた。ミニチュアは上下に分割可能で、浮上シーンなどは小プールで上半分のみを使用して撮影している。ただし、上半分のみでもミニチュアは3トンの重さに達しており、プールに実物のセットを沈めてクレーンで引き上げたが、水も吸っていたことからさらに重くなり、パワークレーンで吊り上げたものの、コンピューターが悲鳴を上げて作動不能となったことから、コンピューターが外されて人間の手で吊り上げられたという。また、ピラミッドには水が中から出るような仕掛けが施されたほか、水がたまるように縁をあちこちに付けたデザインとなっている。初期には海でロケーション撮影を行うことも検討されていた。
大プールの撮影と並行して、小プールや第9ステージでピラミッド上部を用いた撮影も行われた。
8月9日から10日には、第10ステージでダガーラの体内セットの撮影が行われた。クライマックスのミクロ化したモスラがダガーラの体内に入る展開は脚本にはなく、特技監督の川北紘一が前作との差別化のために撮影中に発案した。この描写は『ゴジラvsキングギドラ』の次作として企画されていた『ミクロスーパーバトル ゴジラvsギガモス』や『マイクロユニバース イン ゴジラ』および『ゴジラvsメカゴジラ』の準備案『ゴジラvsメカゴジラ メタリック・バトル』などで検討されていた怪獣の体内での戦いを実現させたものである。『ゴジラvsギガモス』でゴジラの体内に存在するという設定のG抗体は、イメージイラストでは本作品のベーレムを彷彿とさせるデザインであった。ミクロモスラとベーレムはCGで表現された。
8月14日から26日にかけては、第9ステージで擬似海底などの撮影が行われた。海底のセットでは、実際の沖縄の海を意識して背景や照明は緑色となっている。26日に特撮班はクランクアップした。
ニライカナイのピラミッドがダガーラとともに消滅するシーンで、脚本および絵コンテでは「ニライカナイへ！」のユナ王女の言葉とともにその意思で消滅したとように描写しているが、書籍の解説ではモスラの技で水に替えられて消滅したことになっている。川北は、モスラが水のピラミッドを打ち破るという意図であったが、あまり伝わらなかった旨を語っている。

### 音楽
音楽は、前作に引き続き渡辺俊幸が担当。当時渡辺は、大河ドラマ『毛利元就』を担当していたため本作品の作業に十分な時間をとれないため、オーケストレーションに沢田完を起用した。
渡辺は、当初モスラのテーマなどは前作のものを流用することを考えていたが、監督の三好から「1、2小節聞いただけでこれだとわかる音楽が欲しい」との要望を受け、楽曲の多くを一新し、よりメロディアスな音楽を目指した。また、三好はダガーラのテーマが重要だと主張し、スター・ウォーズシリーズでの「ダースベイダーのテーマ」のような楽曲とすることも要望し、渡辺はこの曲を念頭にイメージを膨らませていった。
楽器編成は基本的には前作と変わらず、合唱や特殊楽器は本作品では用いていない。渡辺は、戦闘シーンなどではティンパニが必須だと考えたが、録音では使用できる音程が制限されるため、キーボードに収録されている音素材を生のティンパニでの音に加えて低音部を構成している。
楽曲制作も前作と同じく映像の尺に音楽を合わせるハリウッドスタイルで行われ、渡辺は秒数を小数点単位で合わせていたが、森林でのシーンなどはオールラッシュの後に編集が入り、大幅に短縮された。
新生モスラのテーマは、三好の要望に基づきメロディアスな楽曲としつつ、テンポ感やアレンジを前作でのモスラのテーマと共通性を持たせており、渡辺は両曲をつなぐことで1つの大曲となるよう構成している。
ゴーゴのテーマは、登場時のサスペンス感と別れのシーンでの感動的な謳い上げを両立できるよう構成している。セミオールラッシュの段階では、ゴーゴとの別れのシーンの直後に怪獣の戦いが挿入されていたため、渡辺は三好に相談しゴーゴのテーマだけで謳い上げられるよう編集を変えている。
ユナのテーマは、ニライ・カナイの歴史の悲壮感を表現しており、渡辺は台本を読んでスッとイメージすることができたと語っている。
子供たちのテーマは、カットの切り返しが多いことから前作よりも単純化しており、転調を繰り返すことで短いシーンでも存在感を示すメロディとした。
「モスラの歌」は、アレンジは前作と同じだが、前作では削ぎ落としたエネルギッシュさを戻している。また、新モスラに張り付いたベーレムをエリアスがビームで落とそうとするシーンでは、「モスラーヤ、モスラ」の部分のみを繰り返す「応援の歌」が用いられた。
渡辺は、水中モード・モスラについてスピード感が増すイメージであることから楽曲もそのようにし、メロディアスにはならないため専用の主題は設けなかった。エリアスについても、本作品では心情を語る要素がないため主題を設けていない。
試験的にコンピュータによるクリックを導入し、タイムコード入りのビデオを用いてコマ単位で映像に音楽を合わせることが試みられたが、時間的な問題などから完璧にはいかず、編集で映像が入れ替えられるなどしたため、本作品では十分な効果は得られなかった。

## 漫画
『モスラ2 海底の大決戦』
別冊コロコロコミックスペシャル 1997年12月号および1998年2月号に掲載。作画は坂井孝行。
本作品のコミカライズ。登場人物はモル、ロラ、ベルベラ、渡久地航平、長瀬淳一に絞られており、浦内汐里は登場しない。航平と長瀬の人物設定も映画とは異なり、ニライカナイの秘宝の力で亡き母親と再会したいと願い泳ぎの特訓をする航平と、そんな航平に感銘を受けたモスラの友情が物語の主軸となっている。
坂井は、後年のコラムでよくこれで脚本からクレームが来なかったものだと述懐している。

『とんでもとんでモスラ』（ひかわ博一、小学三年生）
モスラが主役のコメディ漫画。

## 映像ソフト
- VHS版、レーザーディスク版[96]
1998年12月23日発売[97]。
- DVD版
  - TDV16045D（通常版））、2006年2月24日発売[98]。オーディオコメンタリーは満島ひかり[98]。
  - TDV23440D（期間限定プライス版）、2013年11月8日再発売。
  - TDV25269D（東宝DVD名作セレクション）、2015年8月19日再発売。
  - 東宝特撮映画DVDコレクション 47、2011年7月5日発売。
- Blu-ray Disc版
TBR27294D、2017年11月3日発売。
モスラ3部作（モスラ、モスラ2、モスラ3）を収録したBOX。